# Traveller's Tales
Traveller's Tales Ltd. est une société britannique de développement de jeux vidéo, fondée en 1990 et localisée à Knutsford. Elle est une division du groupe TT Games et une filiale de Warner Bros. Interactive Entertainment.

## Historique
Bien que l'équipe de développement travaille beaucoup avec Disney produisant de nombreux jeux fondés sur leurs franchises, principalement ceux des studios Pixar, tels que Toy Story et Le Monde de Nemo), elle est plus connue pour être à l'origine des titres Mickey Mania,Puggsy, Sonic 3D: Flickies' Island, Leander et Lego Star Wars, le jeu vidéo ainsi que de nombreux travaux notables aux côtés de Psygnosis, Sony Imagesoft et Sega. Le studio remporte un BAFTA Games Awards pour le gameplay de Lego Star Wars II: La Trilogie originale et écoule plus de 39 000 000 exemplaires du jeu en 2006.
Le développeur indépendant Embryonic Studios, composé de membres importants de Warthog Games, est racheté par Traveller's Tales en 2006.
Le 11 novembre 2007, Warner Bros. acquiert Traveller's Tales et sa maison-mère, TT Games.

## Jeux développés
| Titre                                                                  | Plates-formes                                                                                            | Année     |
| ---------------------------------------------------------------------- | --- | --------- |
| Leander                                                                | Amiga, Atari ST, Mega Drive                                                                              | 1991      |
| Bram Stoker's Dracula                                                  | Amiga, Mega Drive                                                                                        | 1992      |
| Puggsy                                                                 | Amiga, Mega Drive, Mega-CD                                                                               | 1993      |
| Mickey Mania                                                           | Mega Drive, Mega-CD, Super NES                                                                           | 1994      |
| Mickey's Wild Adventure                                                | PlayStation                                                                                              | 1995      |
| Sonic 3D: Flickies' Island                                             | Mega Drive, Saturn, Windows                                                                              | 1996      |
| Toy Story                                                              | Game Boy, Mega Drive, Super NES, Windows                                                                 | 1996      |
| Sonic R                                                                | Saturn                                                                                                   | 1997      |
| 1 001 Pattes                                                           | Game Boy Color, Nintendo 64, PlayStation, Windows                                                        | 1998      |
| Rascal                                                                 | PlayStation                                                                                              | 1998      |
| Toy Story 2 : Buzz l'Éclair à la rescousse !                           | Dreamcast, Game Boy Color, Nintendo 64, PlayStation, Windows                                             | 1999      |
| Muppet RaceMania                                                       | PlayStation                                                                                              | 2000      |
| Les Aventures de Buzz l'Éclair                                         | Dreamcast, Game Boy Color, PlayStation, Windows                                                          | 2001      |
| Crash Bandicoot : La Vengeance de Cortex                               | GameCube, PlayStation 2, Xbox                                                                            | 2001      |
| Toy Story Racer                                                        | PlayStation                                                                                              | 2001      |
| Le Maillon faible                                                      | PlayStation, PlayStation 2, Windows                                                                      | 2001      |
| Haven: Call of the King                                                | PlayStation 2                                                                                            | 2002      |
| Le Monde de Nemo                                                       | GameCube, PlayStation 2, Xbox                                                                            | 2003      |
| Crash TwinSanity                                                       | PlayStation 2, Xbox                                                                                      | 2004      |
| Le Monde de Narnia : Le Lion, la Sorcière blanche et l'Armoire magique | GameCube, PlayStation 2, Windows, Xbox                                                                   | 2005      |
| F1 Grand Prix                                                          | PlayStation Portable                                                                                     | 2005      |
| WRC: FIA World Rally Championship                                      | PlayStation Portable                                                                                     | 2005      |
| Lego Star Wars                                                         | Game Boy Advance, GameCube, Mac, PlayStation 2, Windows, Xbox                                            | 2005      |
| Super Monkey Ball Adventure                                            | GameCube, PlayStation 2, PlayStation Portable                                                            | 2006      |
| Lego Star Wars II                                                      | Game Boy Advance, GameCube, Nintendo DS, PlayStation 2, PlayStation Portable, Windows, Xbox, Xbox 360    | 2006      |
| Bionicle Heroes                                                        | Game Boy Advance, GameCube, Nintendo DS, PlayStation 2, Wii, Windows, Xbox 360                           | 2006      |
| Transformers, le jeu                                                   | Game Boy Advance, PlayStation 2, PlayStation 3, PlayStation Portable, Wii, Windows, Xbox 360             | 2007      |
| Lego Star Wars : La Saga complète                                      | Nintendo DS, PlayStation 3, Wii, Xbox 360                                                                | 2007      |
| Lego Indiana Jones : La Trilogie originale                             | Nintendo DS, PlayStation 2, PlayStation 3, PlayStation Portable, Wii, Windows, Xbox 360                  | 2008      |
| Lego Batman, le jeu vidéo                                              | Nintendo DS, PlayStation 2, PlayStation 3, PlayStation Portable, Wii, Windows, Xbox 360                  | 2008      |
| Le Monde de Narnia : Le Prince Caspian                                 | Nintendo DS, PlayStation 2, PlayStation 3, PlayStation Portable, Wii, Windows, Xbox 360                  | 2008      |
| Le Mondial des records, le jeu vidéo officiel                          | Nintendo DS, Wii                                                                                         | 2008      |
| Lego Battles                                                           | Nintendo DS                                                                                              | 2009      |
| Lego Indiana Jones 2 : L'aventure continue                             | Nintendo DS, PlayStation 3, Wii, Windows, Xbox 360                                                       | 2009      |
| Lego Rock Band                                                         | Nintendo DS, PlayStation 3, Wii, Xbox 360                                                                | 2009      |
| Lego Harry Potter : Années 1 à 4                                       | Nintendo DS, PlayStation 3, Wii, Windows, Xbox 360                                                       | 2010      |
| Le Seigneur des anneaux : La Quête d'Aragorn                           | Nintendo DS, Playstation 2, Playstation 3, Playstation Portable, Wii                                     | 2010      |
| Lego Star Wars III: The Clone Wars                                     | Nintendo DS, PlayStation 3, Playstation Portable, Wii, Windows, Xbox 360                                 | 2011      |
| Lego Pirates des Caraïbes, le jeu vidéo                                | Nintendo DS, PlayStation 3, Playstation Portable, Wii, Windows, Xbox 360                                 | 2011      |
| Lego Harry Potter : Années 5 à 7                                       | Nintendo DS, Nintendo 3DS, PlayStation 3, PlayStation Portable, PlayStation Vita, Wii, Windows, Xbox 360 | 2011      |
| Lego Batman 2: DC Super Heroes                                         | Nintendo DS, Nintendo 3DS, PlayStation 3, PlayStation Vita, Wii, Wii U, Windows, Xbox 360                | 2012      |
| Lego Le Seigneur des anneaux                                           | Nintendo DS, Nintendo 3DS, PlayStation 3, PlayStation Vita, Wii, Windows, Xbox 360                       | 2012      |
| Lego City Undercover                                                   | Wii U PlayStation 4, Windows, Xbox One, Nintendo Switch                                                  | 2013 2017 |
| Lego City Undercover: The Chase Begins                                 | Nintendo 3DS                                                                                             | 2013      |
| Lego Legends of Chima : Le Voyage de Laval                             | Nintendo 3DS, PlayStation Vita                                                                           | 2013      |
| Lego Marvel Super Heroes                                               | Nintendo DS, Nintendo 3DS, PlayStation 3, PlayStation Vita, Wii U, Windows, Xbox 360                     | 2013      |
| La Grande Aventure Lego, le jeu vidéo                                  | Nintendo 3DS, PlayStation 3, PlayStation 4, PlayStation Vita, Wii U, Windows, Xbox 360, Xbox One         | 2014      |
| Lego Le Hobbit                                                         | Nintendo 3DS, PlayStation 3, PlayStation 4, PlayStation Vita, Wii U, Windows, Xbox 360, Xbox One         | 2014      |
| Lego Batman 3: Beyond Gotham                                           | Nintendo 3DS, PlayStation 3, PlayStation 4, PlayStation Vita, Wii U, Windows, Xbox 360, Xbox One         | 2014      |
| Lego Worlds                                                            | Microsoft Windows, PlayStation 4, Xbox One, Nintendo Switch                                              | 2015      |
| Lego Jurassic World                                                    | Nintendo 3DS, PlayStation 3, PlayStation 4, PlayStation Vita, Wii U, Windows, Xbox 360, Xbox One         | 2015      |
| Lego Dimensions                                                        | PlayStation 3, PlayStation 4, Wii U, Xbox 360, Xbox One                                                  | 2015      |
| Lego Marvel's Avengers                                                 | Nintendo 3DS, PlayStation 3, PlayStation 4, PlayStation Vita, Wii U, Windows, Xbox 360, Xbox One         | 2016      |
| Lego Star Wars : Le Réveil de la Force                                 | Nintendo 3DS, PlayStation 3, PlayStation 4, PlayStation Vita, Wii U, Windows, Xbox 360, Xbox One         | 2016      |
| Lego Worlds                                                            | Microsoft Windows, PlayStation 4, Xbox One, Nintendo Switch                                              | 2017      |
| Lego Marvel Super Heroes 2                                             | Microsoft Windows, PlayStation 4, Xbox One, Nintendo Switch                                              | 2017      |
| Lego DC Super-Vilains                                                  | Microsoft Windows, PlayStation 4, Xbox One, Nintendo Switch                                              | 2018      |
| La Grande Aventure Lego 2, le jeu vidéo                                | Microsoft Windows, PlayStation 4, Xbox One, Nintendo Switch, MacOS                                       | 2019      |
| Lego Star Wars : La Saga Skywalker                                     | Microsoft Windows, PlayStation 4, PlayStation 5, Xbox One, Xbox Series, Nintendo Switch                  | 2022      |